# Nicklas Johansson
Ej att förväxlas med ishockeyspelaren Niklas Johansson.
Nicklas Johansson, född 12 juni 1984 i Umeå, uppvuxen i Nordmaling, är en svensk före detta ishockeyspelare som spelade för IF Björklöven under stora delar av sin karriär. Johansson representerade även LN 91, IF Sundsvall Hockey och, under juniortiden, Modo Hockey.  
Den 23 mars 2018 meddelades det att Johansson avslutade sin spelarkarriär. Han är yngre bror till den före detta ishockeyspelaren Daniel Johansson.